# Domenico Viviani
Domenico Viviani (Levanto, 29 de julho de 1772 — Gênova, 15 de fevereiro de 1840) foi um naturalista italiano.
Em 1803, foi nomeado professor de botânica na Universidade de Gênova, onde é creditado a fundação de seu jardim botânico. Ele é conhecido por suas história natural estudos (botânica, mineralogia, zoologia) da região da Ligúria, bem como investigações botânicas de flora nativas para outras áreas do continente italiano, a Sardenha, Córsega, e Líbia.
Em 1804, Antonio José Cavanilles batizou o gênero botânico Viviania (família Vivianiaceae) em sua homenagem. Ele legou sua biblioteca de 2 000 volumes do século 16 ao 19 para o rei Carlos Alberto da Sardenha, que por sua vez doou os livros para a biblioteca da Universidade de Gênova. Seu herbário em Gênova foi destruído devido aos estragos da guerra, no entanto, alguns de seus espécimes podem estar localizados em outros herbários.

## Obras publicadas
- "Annales Botanici", 1804.
- Memoria sopra una nuova specie di minerale scoperta in Liguria
- Catalogue des poissons de la rivière de Gênes et du Golfe de la Spezzia, 1806
- Voyage dans les Apennins de la ci-devant Ligurie pour servir d'introduction à l'Histoire Naturelle de ce pays, 1807
- "Florae Italicae fragmenta, seu Plantae rariores, vel nondum cognitae, in variis Italiae regionibus detectae, descriptionibus, et figuris llustratae", 1808.
- "Florae Libycae specimen: sive, plantarum enumeratio Cyrenaicam, Pentapolim, Magnae Syrteos Desertum Et Regionem Tripolitanam Incolentium...", 1824.
- "Flore Corsicae specierum novarum vel minus cognitarum diagnosis quam in Florae Italicae fragmentis alternis Prodromum exhibet", 1825.
- I funghi d'Italia, 1834[3][4]

## Eponímia
Géneros
- (Asteraceae) Viviania Willd. ex Less.[5]
- (Geraniaceae) Viviania Cav.[6]